# 日産・チェリー

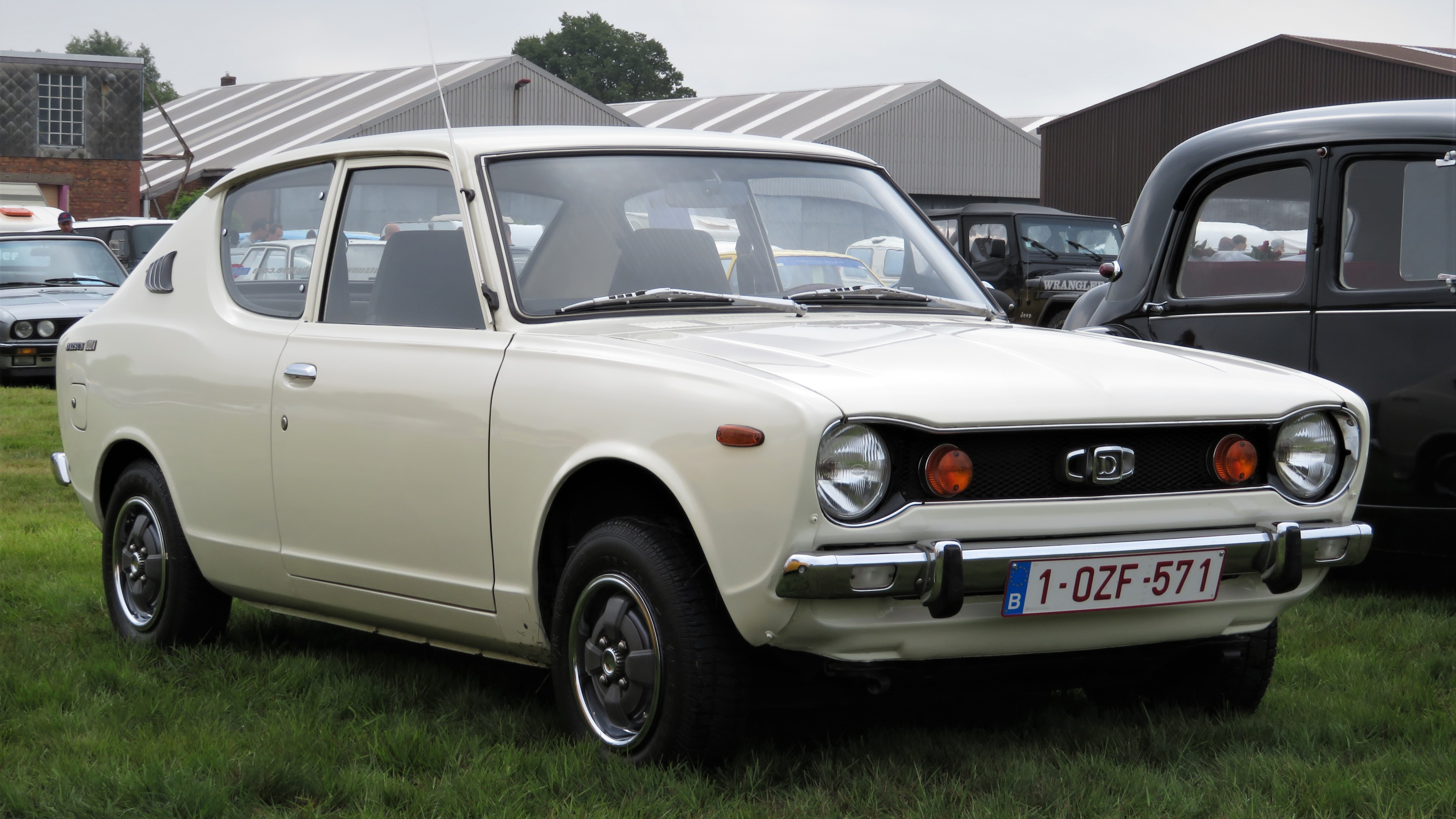
E10型 2ドアセダン

チェリー（Cherry） は、かつて日産自動車が販売していた乗用車である。

## 概要
1966年8月に日産自動車に吸収合併されたプリンス自動車工業（以下、プリンス）が、日産に吸収合併される以前から次世代の前輪駆動車として開発していた車種である。日産に吸収合併された後も旧プリンス出身の社員を中心に、当時の旧プリンスの開発拠点であった東京都杉並区荻窪の荻窪事業所にて開発が続行され、1970年に日産初の量産FF車として発売された。
パワートレインには、横置きエンジンのシリンダーブロックの真下にトランスミッションを置きコンパクトにまとめる、ミニで有名ないわゆるイシゴニス式を採用した。

## 荻窪事業所について
荻窪事業所ではチェリーのほかスカイライン（R30型まで）、ローレル（C31型まで）、レパード（初代F30型）、プレーリー（初代M10型）、マーチ（初代K10型）の開発も手がけていた。荻窪事業所は中島飛行機東京工場時代から続く旧プリンスの製造開発拠点で、戦後GHQの命により中島飛行機が解体され、その中の一つが富士産業→富士精密工業となり荻窪に残った自動車の開発拠点として、主にスカイラインをはじめ旧プリンス時代から続くブランドの車やFF車の開発を担当していたが、1981年11月に神奈川県厚木市に完成した大型研究開発施設のテクニカルセンターへ日産旧来の開発拠点であった鶴見の横浜事業所らとともに集約され、自動車の開発拠点としての使命を終えた。日産は旧プリンスが中島飛行機時代から荻窪事業所で行っていたロケット開発を引き継いで宇宙航空事業に参入しており、1998年に宇宙航空事業部が群馬県へ移転するまで荻窪事業所は存在していた（その後、宇宙航空事業部は2000年に石川島播磨重工業へ部門ごと売却され、現在のIHIエアロスペースとなる）。

## 初代 E10型（1970年-1974年）
クラス的にはカローラやサニーに代表されるいわゆる「大衆車」クラスよりもやや下のトヨタ・パブリカと同クラスに属し、日本国内では初めて自動車を持つ若者や軽自動車からの乗り換え需要を主なターゲットとした。当初は4ドアセダン、2ドアセダンおよびバンのみの設定だった。
コマーシャルソングとして作詞：山上路夫・作曲：村井邦彦・編曲：渋谷毅で「ラブリーチェリー」を制作。シンガーには赤い鳥が起用された。同曲は販促用非売品としてソノシート盤が制作されたほか、2003年に発売された12枚組CD-BOX『赤い鳥 コンプリート・コレクション 1969-1974』に収録された。
初代チェリーはオーストラリアの自動車雑誌「モダン・モーター」の1970年12月号にて、2ページにわたって紹介されたことがある。それによれば、個性的なデザイン、インストルメントパネルの使い勝手の良さ、計器類の読みやすさ、乗り心地、ハンドリングを高く評価した。
スポーツカーとしての人気もあり、1972年2月にはチェリーX-1用のスポーツ・キットが発売された。エンジン、トランスミッション、サスペンション、ブレーキ、ボディ、ホイールを強化するものであり、エンジン関係の部品はすでに販売されていたサニー1200GX用が共用できるようになっていた。

### セダンおよびバン
搭載エンジンは直列4気筒OHV1,000ccA10型、および直列4気筒OHV1,200ccA12型の2機種。全車レギュラーガソリン仕様であり、エンジンには公害対策としてブローバイガス還元装置などを取り付けている。A12型のツインキャブ仕様はX-1のみ、A12型のシングルキャブ仕様はクーペ登場後にセダンデラックスとGLに搭載された。ステアリング形式は全車ともラック&ピニオン式となっている。セダンのサスペンションは前ストラット、後トレーリングアーム（ハイスピード・サスペンション）の4輪独立で、前後ともコイルスプリングを用いた。バンのサスペンションは後ろ側を半楕円リーフリジットとしている。チェリーバンは、当時業務提携していたいすゞ自動車藤沢工場で生産されていた。
ボディスタイルは丸みを帯びた凝縮感の強いもので、シンプルながら強い個性を持つ「セミファストバック」と呼ばれる個性的なボディスタイルが採用された。これは、空気抵抗を減少させるストリームラインを基本としたものである。サイドウインドウの形が特徴的で、前後をあわせると目の形に似ていたため「アイライン」と称された。またCピラーの造形は日本らしさを特徴とした車とするため富士山をモチーフとしたとも言われ、車名を「フジ」とすることも検討されたという。なおアメリカ車ではすでに1960年代からこのようなクォーターウインドウとピラー形状のスタイリングが取り入れられている。
グレードは下から無印のベースグレード、デラックス、GL、X-1となっていた。このうち、ベースグレードとデラックスは通常3速コラムシフトであるが、4速フロアシフトを搭載したものはグレード名に「スポーツ」と冠していた。GLとX-1には3速コラムの設定がない。バンはベースグレードとデラックスのみで、3速コラムのAタイプと4速フロアのBタイプに分かれていた。
セダンには全車とも丸型メーター、ヘッドレスト一体型のハイバックセパレートシートを採用した。デラックス以上はリクライニング機構が備わる。GLにはメーターパネル面に化粧板を装備したほか、大型パッド付きの3本スポークステアリングホイールとステアリングロック、コンソールボックス、パッシングライト、前輪ディスクブレーキとタンデム・マスターシリンダー、熱線くもり止めガラス（リアウィンドウ）を装備し、X-1はそれに加えてタコメーターを標準装備した。また多様な需要に応えたパッケージ、「オプション・パル」が用意された。ヤング・パル、カスタム・パル、ファッション・パル、ファミリー・パルと名付けられた4種類のラインナップである。1972年6月のマイナーチェンジで登場したGL・Lは、セダン1200GLをベースとし、フォグランプ付ラジエーターグリル、アクセント・ストライプなどを採用して見た目の差別化をしているほか、内装には木製ステアリングホイールおよびシフトレバー・ノブ、電圧計付き大型コンソールボックス、ヒールマットなどを標準装備した。これによりスポーツ寄りのX-1とは異なる、シリーズ中の最高級車として設定した。

### クーペ
搭載エンジンは従来のA10型とA12型ツインキャブ仕様のほかに、セダンに先んじてA12型シングルキャブ仕様が追加された。A10型はデラックスにのみ搭載された。サスペンションはセダンと変わらない。
ボディスタイルは「プレーンバック」と呼ばれる、セダンよりもさらに個性的なボディスタイルとなった。サイドウインドウの「アイライン」を継承し、リアフェンダーの「マッハライン」、大型の開閉式リアゲート、テールランプとともに独創的なキャラクターを作りあげている。
グレードは下からデラックスと1200デラックス、GL、X-1となっていた。このうち、GLとX-1はレザートップ、大型パッド付きの木製ステアリングホイール、木製シフトレバー・ノブなどを標準装備したGL・L、X-1・Lが用意された。セダンと共通して全車とも丸型メーターを採用している。フロントシートは160mmスライド可能なバケットタイプのリクライニング・ハイバック・シートを全車に装備した。デラックス、GLは鳩目つき、X-1は特製のものである。GLとX-1には大型パッド付きの3本スポークステアリングホイール、前輪ディスクブレーキを標準装備した。熱線入りリアウィンドウはGLおよびX-1のみのオプションとなった。1972年3月にはX-1にソフトガード、13インチ・ハイスピード・ラジアルタイヤ、革巻き風ステアリングホイール、強化サスペンションなどを採用し、熱線入りリアウィンドウを標準装備したX-1・Rが追加された。

### 年表
- 1970年
  - 7月21日 - 新型大衆車の車名を「チェリー」と命名[2]。
  - 10月17日 - ティーザー広告の後、全国の日産・チェリー店にて一斉発売[5]。
  - 10月30日 - 第17回東京モーターショーに、チェリーをベースとするコンセプトカー「270X」を出品[12]。
- 1971年
  - 9月16日 - クーペ追加[10]。冷却ファンがベルト駆動から電動に[10]、フロントフェンダーフィレット幅を10 mm増大し全幅を1470 mmから1490 mmに、フロントピラーの板厚を0.1 mm増大、セダンのジャッキ格納位置をトランクルーム内から助手席下にそれぞれ変更。
- 1972年
  - 2月10日 - A12型エンジンのシングルキャブ仕様がセダンのスポーツ・デラックスおよびGLにも搭載される。インストルメントパネル上面をソフトパッドで覆って安全面を改善し、ドラフター・エンブレムのデザインを変更。リアオーナメントの形状を横型で大型のものに変更し、前後に「1200」マークを取り付けた[7]。
  - 2月21日 - チェリーX-1用スポーツ・キット発売[4]。
  - 4月 - レース・ド・ニッポンに「クーペ」が参戦。その他の国内レースにも日産ワークスとして参戦した。なお、実際に当車に乗っていた星野一義はトルクステア対策のため、敢えて左ハンドル化していたという。
  - 6月12日 - マイナーチェンジ[9]。「セダン1200GL・L」を追加し、前後バンパーの大型化、およびセダン系のテールランプの大型化などを行った。このバンパー変更によって、全長は50 mm長くなった。内装ではインストルメントパネルのデザインを一新し、全車上面をソフトパッドで覆った。室内色もブルー、ブラウン、グレーを基調としたものが新たに採用された。タンデム・マスターシリンダーと助手席側シートベルトを全車標準装着したことで安全装備も増やした。
- 1973年
  - 3月9日 - オーバーフェンダー付の「クーペ1200X-1・R」追加[11]。
  - 4月 - 昭和48年排気規制対策を施した[13][14]。
  - 10月12日 - セダン、バン、クーペ全車ともに、安全対策を中心とした改良を実施[14]。全車にコラシプル・ステアリング、ステアリング・ロックを標準装備し、熱線リアウィンドウを、セダン、クーペのGL、X-1にも採用した（それまではオプション）。これと同時に、クーペ系にはシートバックをローバックとし、表張りに起毛トリコットを使用したヨーロピアン・インテリア仕様車、バン系にはA12型エンジンを搭載し、大型コンソールボックス、時計などの室内装備を加えた1200スーパー・デラックス（4速フロアシフト）を追加[14]。
- 1974年9月 - 上級クラスに移行した「チェリーF-II」が発売された後も、初代モデルは日産のラインナップの下端を受け持つ車種としてしばらくの間F-IIと併売された[15]。生産中止後、その市場を直接受け継ぐモデルは長らく現れず、1982年にマーチが発売されるまで日産では1000ccクラスは空白となった。
- 1976年 - アクロポリスラリーにプライベーターの手により参戦。

販売終了前月までの新車登録台数の累計は21万9663台

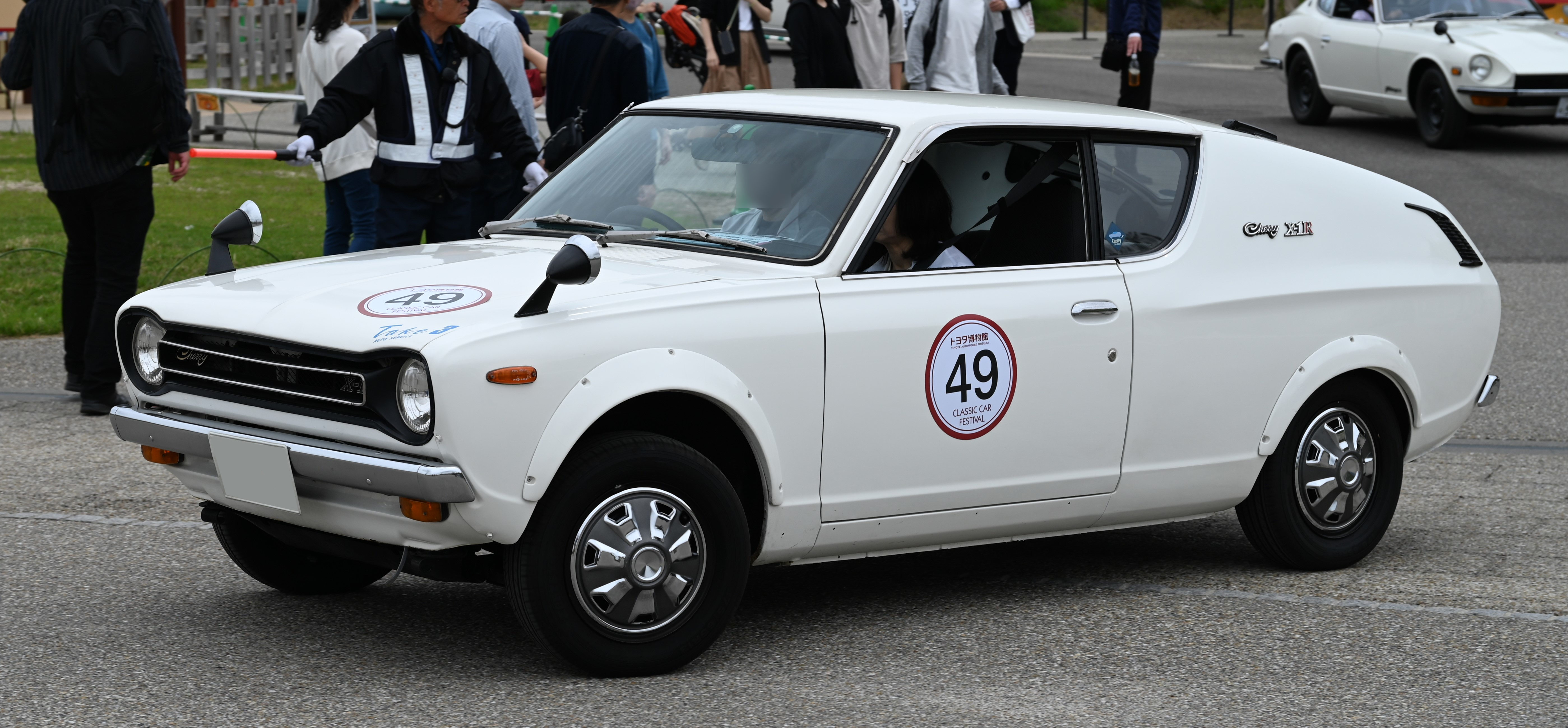
2ドアクーペ X-1R
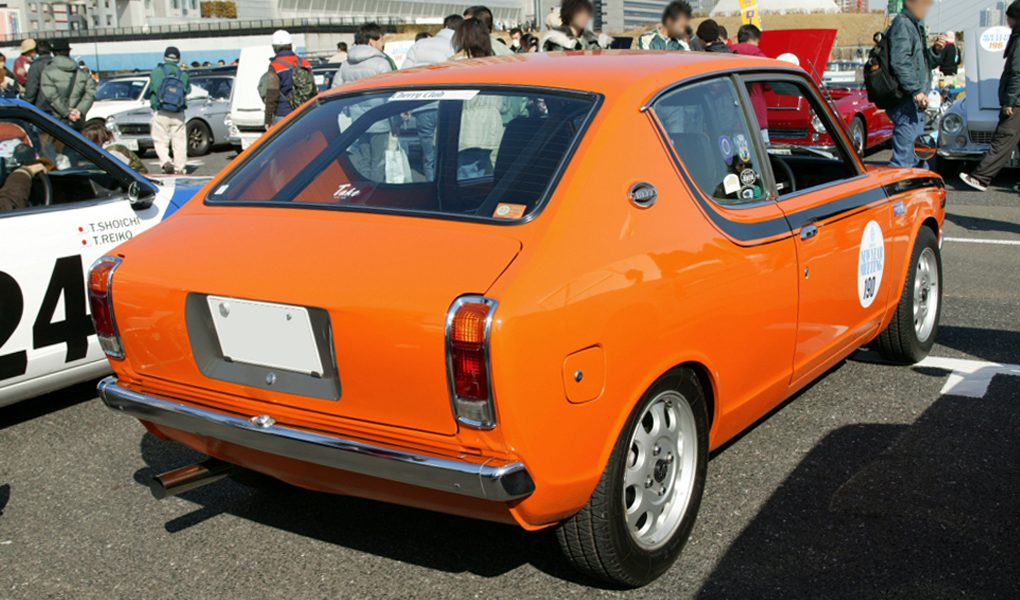
2ドアセダン X-1（リア）
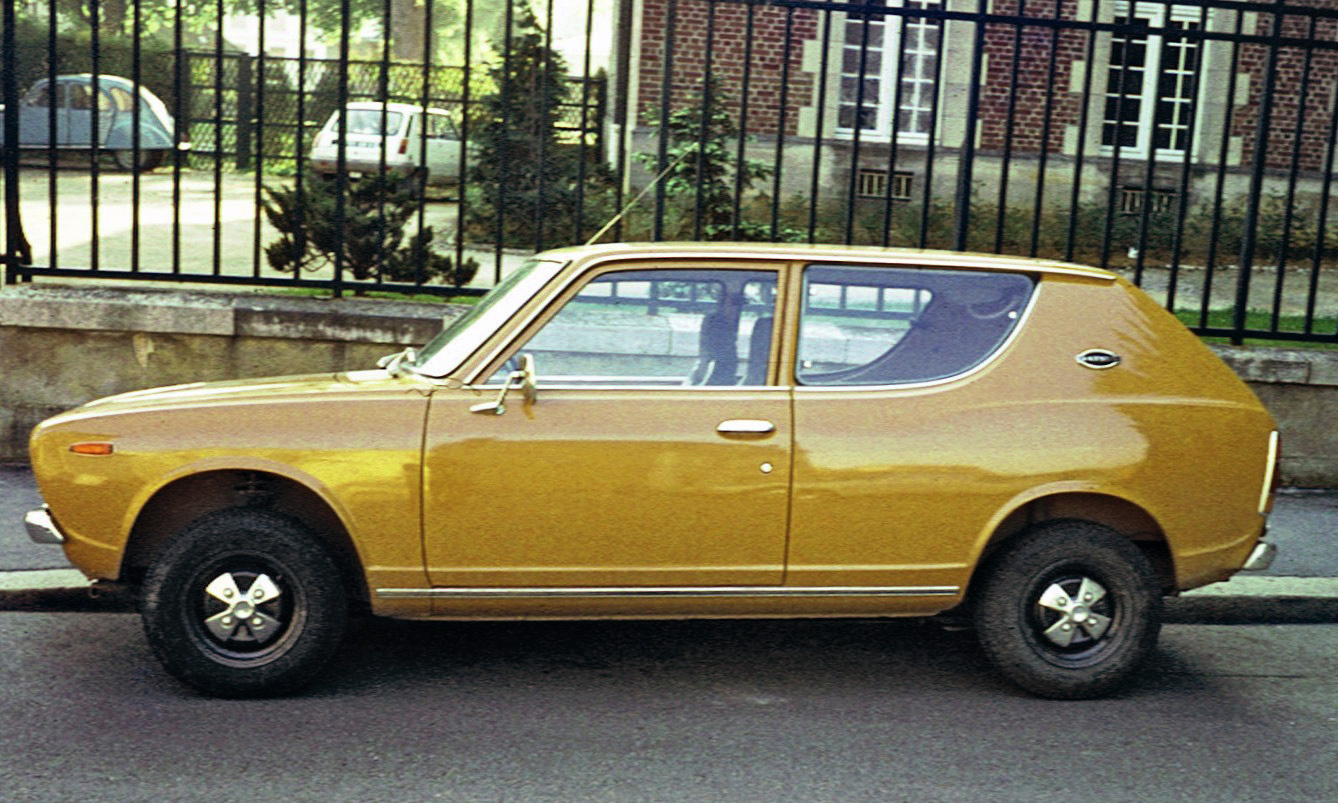
英国向けエステート 国内向けバンも共通の車体。

## 2代目 F10/11型（1974年-1978年）
初代よりも上級クラスに移行し、同じ日産ではサニーとほぼ同じクラスとなる。機構的には初代を踏襲しており、A型エンジン、2階建てレイアウトの駆動系、前ストラット、後フル・トレーリングアームの4輪独立懸架などを受け継いでいる。搭載エンジンは旧来のA12型に加え、改良型吸気加熱装置を装着した1,400ccのA14型が追加された。一方1,000ccのA10型は姿を消した。
安全装備は前席一体式3点式シートベルト、後席2点式シートベルト（2名分）、インストルメントパネルの上面ソフトパッド、コラシプル・ステアリングとステアリング・ロック、タンデム・マスターシリンダー、ブレーキオイル液面警告灯、ハンドブレーキ警告灯、2段チェック式ドア・ヒンジ、チャイルド・セーフティー・ロック付後部ドア（4ドアセダンのみ）と、先代より充実した。
ボディバリエーションは4ドアセダン、2ドアセダン、3ドアクーペ及び3ドアバンの4種類。寸法的には、全長、全幅、ホイールベースがそれぞれ165 mm、10 mm、60 mm拡大された（4ドア）。ホイールベースの拡大は大型化したエンジンを収めるための工夫である。初代チェリーはシンプルでありながら強い個性を持ったボディスタイルもその大きな特徴だったが、F-IIではそのどちらも影を潜め、当時の他の日産車によく似た没個性的な直線基調のボディスタイルとなった。一方で、初代、特にクーペで劣悪だった後方視界は幾分改善された。
セダンのグレードは、下からスタンダード、デラックス、GLとGL・L、GXとGX・Lとなる。「Lシリーズ」は1400・4ドアおよびクーペにのみ設定されるもので、欧州仕様と同様のゴールドブラウンのモケット地ローバックシートが装備されるほか、タイマー付きカレンダー時計、トラッシュボックス、特製フロアカーペットなどが備えられる。スタンダードは1200・2ドアのみに設定される廉価版である。バンは初代同様にスタンダード、デラックス、スーパーデラックスの3種類が用意された。このうちA12型エンジンが搭載されたのは、セダンのスタンダード、デラックス、GL、クーペのデラックス、GL、バンの全車である。A14型エンジンが搭載されたのはセダンのスタンダードとデラックスを除く全車、クーペのデラックスを除く全車で、バンには搭載されなかった。ステアリングホイールは2本スポーク、3本スポーク、革巻き風および木製2本スポークの四種類から選択できる。
グレードの装備内容は以下の通り。下に行くほど上位グレードとなり、特筆が無い限りは下位グレードの装備を共有する。
- デラックス - 完全無反射メーター、前席ハイバックセパレートシート（160 mmスライド可能、ヘッドレスト一体型）、強制ベンチレーション・システム+バイレベル機構[注釈 2]ヒーター、チューブレスタイヤ
- GL（バンのスーパーデラックスに相当） - 前輪ディスクブレーキ、電熱線式リヤ・デフォッガー、チューブレス偏平Sタイヤ（1400シリーズ）、助手席ウォークイン機構（前倒れと同時に前進する機構）、大型コンソールボックス、ウォークイン用足踏みペダル（1977年マイナーチェンジ以降）
- GX - ハイスピード・ラジアル・タイヤ、タコメーター、ハイバックセパレートシート、電圧計

1200㏄車は落着いたファミリー感をテーマにまとめたデザインで、角型フードを装備する。一方1400cc車はヘッドランプ、ホイールカバーなどに六角形をテーマにしたデザインを採用。丸型フードとアンチロールバーを装備する。GL以上のグレードに前輪マスターバック（ブレーキ倍力装置、後に1200GLにも標準装着）、編地織りシート（1977年マイナーチェンジ以降）が装着されるほか、5速MTがオプションで選択可能である。
初代チェリーではイメージキャラクターを起用していなかったがF-IIからは、フルモデルチェンジ直後は秋吉久美子、次いで佐藤允が起用された。
2015年には名車再生クラブによってチェリーF-II クーペ GX-TをベースにしたTSレース仕様車がレストアされた。名車再生クラブにとって初めてのFF車であり、設計上は高回転でないのに9000rpmまで回るエンジンの謎と現代のFFレイアウトとは異なる駆動系の進化に触れながら、NISMO FESTIVALでのTSエキシビションレース出走に向けて計画が進んだ。

### 年表
- 1974年
  - 9月26日 - フルモデルチェンジ[15]。サブネームが付き正式には「チェリーF-II」となった。
- 1975年
  - 10月 - 1400が昭和50年排出ガス規制に適合。
  - 12月25日 - 1200が昭和51年排出ガス規制に適合[19]。内容はA12型エンジンに従来より薄めの混合比を使えるように改良を施したほか、クローズドシステムPCVバルブ、排ガス再循環（EGR）装置、二次空気導入システム、HCおよびCO低減のための酸化触媒などが取り付けられた。このEGR装置はBPT方式を採用している。
- 1976年
  - 2月 - 1400が昭和51年排出ガス規制に適合。
  - 3月 - ツインキャブレター装着の「1400 GX TWIN」発売。
  - 11月5日 - 「ニッサンスポーツマチック」と称する3速セミAT搭載車が設定される[20]。正式には流体駆動式手動変速機と呼ばれるトルクコンバータを備えた機構で、日本車初のOD機構付ATである。クラッチ操作をせずともスポーティな運転性を楽しめるように作られた。
- 1977年
  - 2月 - マイナーチェンジを実施[21]。シートベルトリトラクターをELRに変更。フロントグリル、リヤフィニッシャーのデザインを一新し、ボディカラーを一部変更。内装は全車ともエアコンが装着できるようにコントロールパネルの形状が変更された。1400cc車にアルミロードホイールをオプション設定した。このマイナーチェンジ以降、新たなキャッチフレーズとして「黄色いチェリー」を採用。当時の日産としては珍しく車体色を前面に出して売り出した。
- 1978年 - スウェディッシュラリーにプライベーターの手により参戦。
  - 5月 - チェリーF-II4ドアセダンの後継モデルとしてパルサー（セダン）（N10型）が登場し[22]、4ドアセダンが先行終売。
  - 9月 - パルサーに3ドアハッチバック（チェリーF-II2ドアセダンの後継モデル）及び3ドアクーペ（チェリーF-IIクーペの後継モデル）[23]が追加され、2ドアセダンとクーペがそれぞれ終売。
  - 11月 - パルサーに5ドアバン（チェリーF-IIバンの後継モデル）が追加され[24]、最後まで残っていた3ドアバンが終売。2代目の累計販売台数は約30万台[25]。チェリーは8年の歴史に幕を下ろした[注釈 3]。

## 車名の由来
「桜」を示す英語「Cherry」から。「新しい国民車（シビルカー）」の性格を持っている「日本の車」であることを象徴する名前として選定された。